# Sopwith 1½ Strutter
Sopwith 1½ Strutter (dosł. „półtora zastrzałowiec”) – brytyjski jedno lub dwumiejscowy samolot myśliwski i rozpoznawczy z okresu I wojny światowej w układzie dwupłata zbudowany przez Sopwith Aviation Company. Nazwa maszyny 1½ Strutter pochodzi od konstrukcji skrzydeł samolotu, które były połączone jednym pełnym zastrzałem i drugim, mniejszym, łączącym tylko górny płat z kadłubem, który uznano za „połowę zastrzału”. Oficjalnie w służbie RFC maszyna nosiła oznaczenie Sopwith Two-Seater (ang. „dwumiejscowy Sopwith”), a w wersji morskiej wykorzystywanej przez Royal Naval Air Service Sopwith Type 9400.

## Historia
Sopwith 1½ Strutter został zbudowany w grudniu 1915 roku i oblatany 8 kwietnia 1916. Po wprowadzeniu do służby w 1916 stał się bardzo popularnym i wszechstronnie używanym samolotem. Pomimo pojawienia się w późniejszym okresie wojny doskonalszych konstrukcji 1½ Strutter został wycofany z frontu dopiero jesienią 1917, ale pozostał w służbie jeszcze przez kilka lat po zakończeniu działań wojennych jako maszyna szkolna. Samolot ten był pierwszą brytyjską maszyną wyposażoną w synchronizator karabinu maszynowego umożliwiający strzelanie przez śmigło. Początkowo, ze względu na zastosowanie dość zawodnego synchronizatora Rossa, nie wszystkie maszyny były w to urządzenie wyposażane. Niektóre Struttery pełniące zadania rozpoznawcze były pozbawione synchronizatora, a uzbrojenie pilota miało być używane tylko w ostateczności do samoobrony. Ewentualne odstrzelenie łopat śmigła pozbawiające maszynę napędu powodowało, że Strutter musiał polegać jedynie na zdolności nośnej skrzydeł i szybować w stronę własnych linii frontu. Dwumiejscowe maszyny posiadały drugi karabin maszynowy Lewisa zainstalowany w kabinie obserwatora początkowo na opracowanej przez Scarffa kolumnie, później obrotnicy zaadaptowanej z samolotów Nieuport, a ostatecznie na obrotnicy Scarffa.
Pierwsze zamówienie na 1½ Struttera wnosiło 1500 maszyn i zostało zrealizowane przez 10 brytyjskich wytwórni. Kolejne maszyny w liczbie od 4200 do 4500 budowano na licencji w czterech wytwórniach francuskich. 1½ Struttery znalazły się na wyposażeniu kilkudziesięciu eskadr brytyjskich, 32 francuskich, 3 belgijskich i 3 amerykańskich.
Brytyjski as myśliwski Geoffrey Cock latający na 1½ Strutterze zestrzelił 13 maszyn niemieckich.

## Konstrukcja

Silnik Clerget 9B eksponowany w MLP w Krakowie

Sopwith 1½ Strutter był jedno lub dwumiejscowym dwupłatowcem konstrukcji zastrzałowej. Kadłub samolotu o przekroju prostokątnym wykonano z listew drewnianych wzmocnionych krzyżującymi się odciągami z drutu stalowego. Przednia część kadłuba, w której mieścił się silnik była pokryta blachą, kabina pilota i obserwatora sklejką, a pozostałe części płótnem. Płaty skrzydeł również były pokryte płótnem. Lotki umieszczono na obu płatach, natomiast hamulce aerodynamiczne tylko na dolnych. Chociaż 1½ Strutter był używany także jako myśliwiec, to ze względu na małą zwrotność i niską prędkość nie była najlepszym samolotem do pełnienia takich zadań. Zbudowana nieco później pomniejszoną wersją 1½ Struttera był Sopwith Pup (ang. szczeniak) zaprojektowany tylko do zadań myśliwskich. Maszyny 1½ Strutter w zależności od pory roku i użytkownika występowały w wersjach z podwoziem w postaci kół, nart lub pływaków.
Jednostkę napędową maszyny stanowiły silniki rotacyjne typu Clerget i Le Rhône różnych mocy. W zależności od wersji instalowano silniki Clerget o mocy 110, 130 lub 135 KM, albo Le Rhône o mocy 80, 110 lub 130 KM. Sopwith 1½ Strutter był budowany w wersjach jedno i dwumiejscowych. Wersje dwumiejscowe pełniły zadania rozpoznawcze i bombowe, a jednomiejscowe służyły jako bombowce i myśliwce. Zbudowano również wersję Ship Strutter zdolną do operowania z pokładów dużych okrętów pełniących rolę pierwszych lotniskowców. Wyposażone w pływaki maszyny startowały ze specjalnych ramp zainstalowanych na wieżach artyleryjskich, które przed startem obracano w kierunku wiatru. Lądowanie odbywało się na wodzie w pobliżu okrętu z wykorzystaniem pływaków.

## Użycie w lotnictwie polskim
Podczas walk z bolszewikami w latach 1919–1920 zdobyto trzy samoloty Sopwith 1½ Strutter:
- 7 lipca 1919 z Armii Czerwonej zdezerterował francuski pilot ppor. Georges Richonier i rosyjski obserwator Paweł Batow, którzy wylądowali na lotnisku w Nowych Święcianach (samolot o brytyjskim numerze A8744);
- 26 czerwca 1920 przejęto radziecki samolot, który lądował przymusowo niedaleko stacjonowania 19 Eskadry Myśliwskiej;
- 12 września 1920 na lotnisku w Kowlu zdobyto 3 samoloty, w tym jeden francuski Sopwith o numerze 2326.